# دريوبيات
دريوبيات أو خنافس المياه طويلة الأصابع (الاسم العلمي Dryopidae)، فصيلة حشرات مائية من رتبة غمديات الأجنحة. ووصفت أول مرة في عام 1820 من قبل جوستاف جوهان بيلبرغ.

## الأجناس
من أجناسه:
- دريوب